# Mylabris sobrina
Mylabris sobrina é uma espécie de insetos coleópteros polífagos pertencente à família Meloidae.
A autoridade científica da espécie é Graells, tendo sido descrita no ano de 1851.
Trata-se de uma espécie presente no território português.